# Tests de créativité de Torrance
Les tests de créativité de Torrance sont des tests verbaux et graphiques élaborés par l'équipe d'Ellis Paul Torrance afin d'évaluer la créativité individuelle. 

## Présentation
Ellis Paul Torrance et son équipe donnent une première version de cette série de tests en 1966, avant leur révision en 1974, 1984, 1990 et en 1998. La série de tests comprend deux formes verbales et deux graphiques. Ils servent à évaluer la pensée divergente et l’aptitude à la résolution de problèmes. Ils ont connu un succès notable dans le champ éducatif dans plusieurs pays, comme l'illustre leur traduction dans plus de 35 langues en 2002.
Les tests verbaux (le TTCT-V) se composent de six activités pour lesquelles le candidat doit écrire par rapport à une image. La notation mesure la fluidité, l'originalité et  la flexibilité. La fluidité est mesurée par le nombre d'idées pertinentes par rapport à l'image ; l'originalité est mesurée par le caractère inhabituel des idées ; la flexibilité est mesurée par leur variété. Les tests figuratifs (le TTCT-F ) se composent de trois activités : construction d'images, achèvement d'images et figures répétées de lignes pour le formulaire A et de cercles pour le formulaire B.

## Validité
Une étude fondée sur des données empiriques en Espagne et au Portugal semblent indiquer que les fonctions cognitives prises en compte ne suffisent pas à expliquer les différences de score entre les participants aux tests. Le format, le contenu et la demande sont des variables également importantes.